# Tianzifang

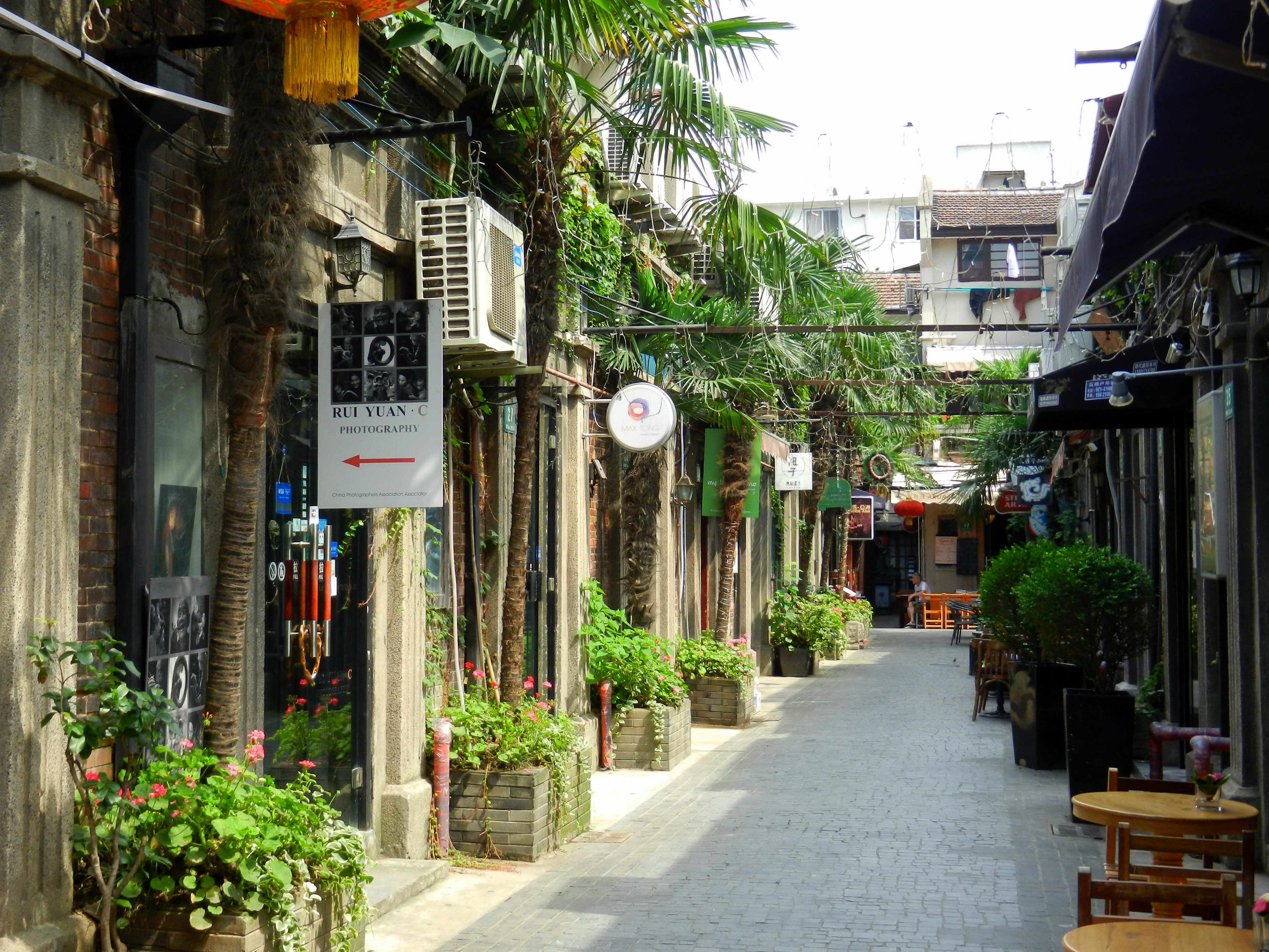
Une ruelle shikumen dans Tianzifang, avec des maisons converties en magasins, studios, restaurants, cafés et bars.

Tianzifang ou Tianzi Fang (en chinois : 田子坊, en pinyin: Tiánzǐ Fāng, en shanghaïen: Deedzɿ Fãː) est un quartier touristique et artistique qui s'est développé en rénovant un lilong, quartier résidentiel traditionnel de style Shikumen dans la concession française de Shanghai, en Chine. On y trouve maintenant des boutiques, des bars et des restaurants.

## Aperçu
Le quartier comprend de nombreuses ruelles au nord de Taikang Road (Chinois simplifié : 泰康路, Pinyin : Tàikāng Lù). Ce quartier anciennement appelé Taikang Road est aujourd'hui surtout connu sous le nom de Tianzifang. Tianzifang comprend de nombreuses petites boutiques d'artisanat, des cafés, des studios artistiques, et des ruelles étroites. Il est devenu une destination touristique populaire à Shanghai, et un exemple de préservation de Shikumen. Il est parfois comparé à Xintiandi, bien que dans ce dernier, la plupart des maisons ont été démolies et reconstruites, plutôt que d'être rénovées.
Tianzifang est en grande partie cachée des rues avoisinantes. Ce quartier a grandi à partir de l'intérieur du bloc vers l'extérieur. Il existe tout de même maintenant des boutiques sur Taikang Road. Historiquement la ruelle Lane #248 était l'entrée principale pour accéder à la zone développée, cela nécessitait de marcher environ 50 mètres à travers la vie du quartier, ce qui comprenait des vélos, du linge étendu, etc. pour enfin émerger dans la nouvelle zone.

Entrée avec les caractères signifiant Tianzifang

## Histoire
Le quartier est un bloc de Shikumen résidentiel datant de 1933. Ce complexe shikumen était nommé Zhicheng Fang, où Zhicheng signifie « la réalisation de l'ambition », alors que Fang signifie « quartier », ce qui était un suffixe commun pour les shikumen. Aujourd'hui Tianzifang couvre non plus seulement l'ancien Zhicheng Fang, mais aussi d'autres maisons, appartements et des bâtiments industriels attenants. 
Située à proximité de l'extrémité orientale du canal Zhaojiabang et à la limite sud de la concession française de Shanghai, c'était une zone relativement moins prisée que la concession. En 1954, le canal est comblé et son ancien bassin devient le croisement de nombreux transports. Zhicheng Fang est resté un quartier résidentiel ordinaire jusqu'au dernier quart du 20e siècle. À ce moment, les loyers à bas prix et l'emplacement idéal ont attiré des artistes qui y ont installé leurs ateliers. En 1998, le marché extérieur a été déplacé à l'intérieur. En 2001, la zone redevient artistique et créative, en s'appuyant sur son ancienne popularité avec les artistes. Dans le même temps, l'ensemble de la zone a reçu le nom de « Tianzi Fang », un jeu de mots sur Tian Zifang, une figure de la période des Royaumes combattants et souvent désignée comme la plus ancienne artiste de Chine. En 2006, la zone était vouée à la démolition pour un projet immobilier. Les résidents, les propriétaires, les chefs d'entreprises locaux, ainsi que le célèbre artiste Chen Yifei (qui avait un studio dans Tianzifang), ont soumis une proposition au gouvernement local pour demander la préservation de la zone, de son architecture traditionnelle, et de son ambiance. 
La transformation de Tianzifang en une zone touristique a commencé en 2005-2006, avec des écoles d'art et des studios, puis de petites entreprises détenues par des étrangers. Son développement a commencé très lentement avec des commerçants locaux, une boutique de Nouvelle-Zélande, un restaurant japonais, et une maison de thé, qui ont relancé le quartier. À partir de début 2007, le bouche à oreille a tourné à plein régime, vantant des petites ruelles charmantes, une zone artistique, et des petits bars et restaurants. Ensuite, des articles de presse à la fois locaux et étrangers tels que le New York Times ont aidé à accroître la renommée de cette petite zone qui se tenait au milieu des centres commerciaux ultra-modernes de Shanghai.

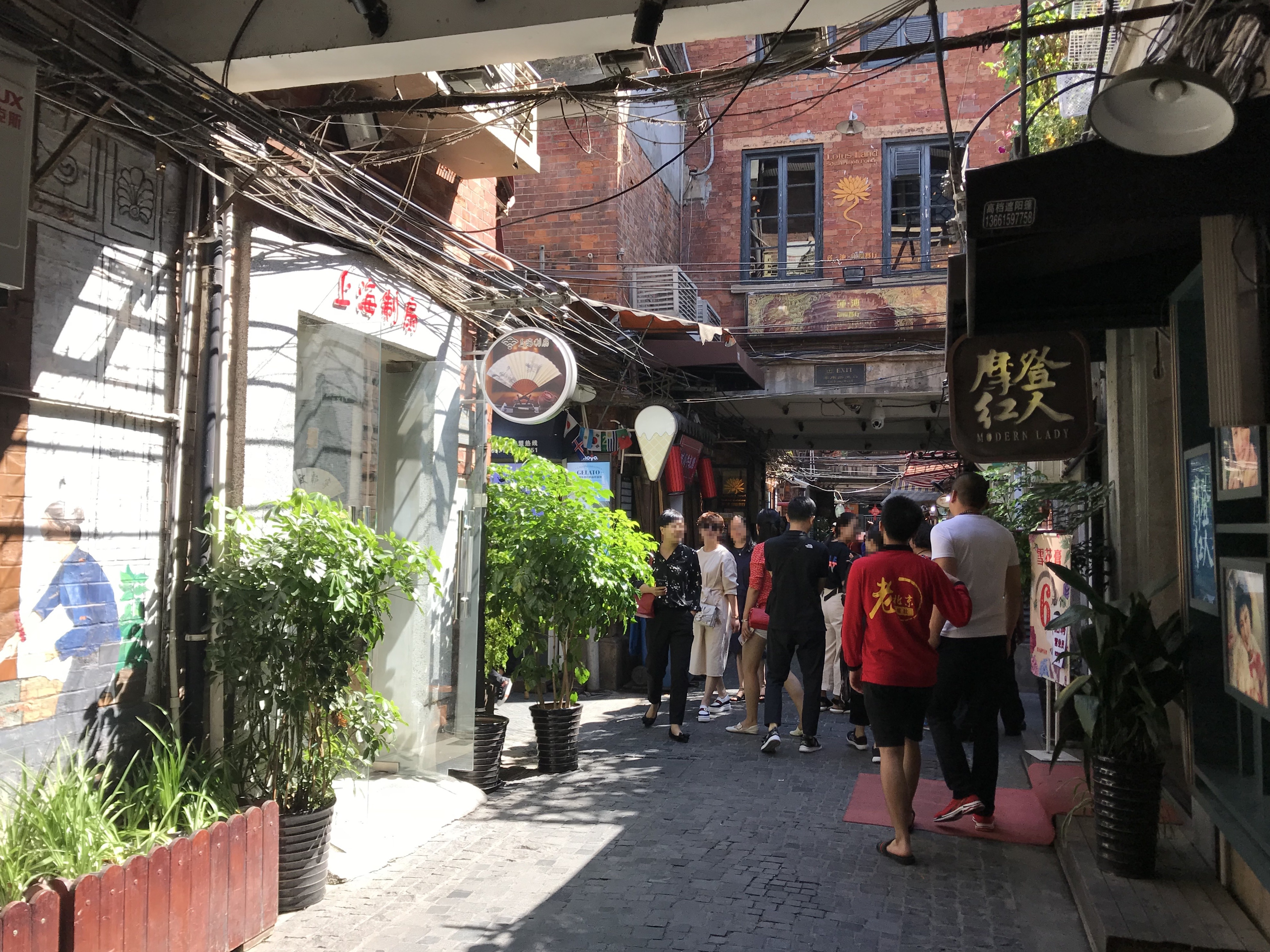

## Aujourd'hui
Tianzifang est devenu une attraction touristique majeure, et très fréquentée, ce qui lui a fait perdre beaucoup de son côté artistique. Il y a plus de 200 petites entreprises, telles que des cafés, des bars, des restaurants, des galeries d'art, des boutiques d'artisanat, des studios, et même des bistros français. La zone est maintenant adjacente au centre commercial SML, un des plus grands centres commerciaux de Shanghai. 
En dépit de sa fréquentation et de ses nombreux marchands, la zone garde un côté original avec les câbles électriques et climatiseurs apparents. Le quartier Tianzifang est donc très différent de Xintiandi, une autre zone de Shikumen, car il a gardé son aspect résidentiel.

## Transports

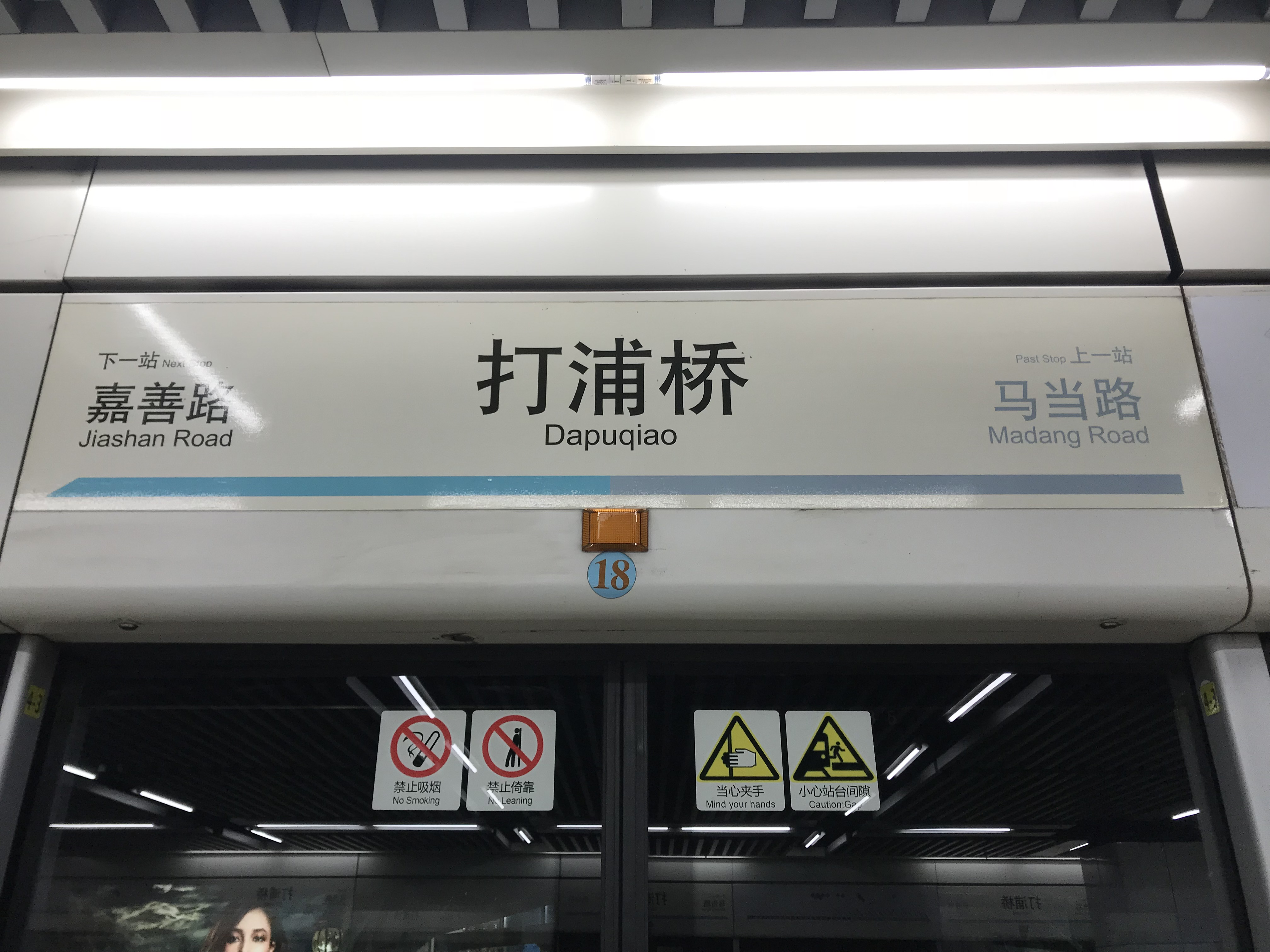
Station Dapuqiao

Le métro de Shanghai dessert le quartier avec la ligne 9 à la station Dapuqiao.